# JUNA
JUNA ist die Kurzbezeichnung der Plattform zur Dokumentation von Jugend und Jugendwiderstand im Nationalsozialismus.
Die ehrenamtlich geführte Plattform JUNA wurde 2003 von Eva Knollmüller gegründet und besteht aus einer kleinen Gruppe von Wissenschaftlern und zeitgeschichtlich interessierten Personen, die das Ziel haben, die Erfahrungen von Jugendlichen in der NS-Zeit, die allesamt vom NS-Regime einer Kindheit und Jugend in Frieden und Geborgenheit beraubt wurden, aufzuzeichnen und so der Nachwelt zu erhalten. JUNA hat nicht das Ziel, all diese Erfahrungen und Erlebnisse der zwischen 1920 und 1940 Geborenen zu bewerten. Der bisherige Schwerpunkt von JUNA liegt dabei auf der zeitgeschichtlich-biographischen Sammlung zu den Verhältnissen in und um Wien.

## Ausstellung „Widerstandsgruppe Landgraf“
Im Rahmen der Wiener Festwochen 2004 veranstaltete das Wiener Bezirksmuseum Landstraße gemeinsam mit der Plattform JUNA die Ausstellung „Widerstandsgruppe Landgraf“. Die Ausstellung wurde am 7. Mai 2004 durch den Bezirksvorsteher Erich Hohenberger und den Museumsleiter Prof. hc. Karl Hauer, im Beisein von Josef Landgraf und Ludwig Igalffy – den noch lebenden Protagonisten der Widerstandsgruppe Landgraf – feierlich eröffnet.